# Seth Low

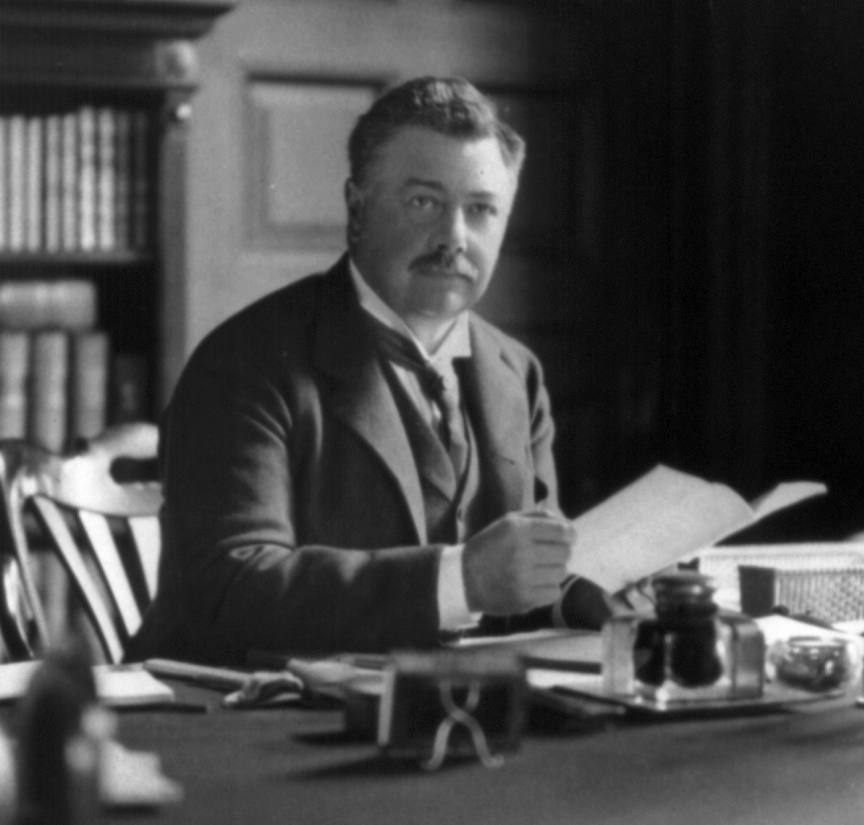
Seth Low (1901)

Seth Low (* 18. Januar 1850 in Brooklyn, New York; † 17. September 1916 in Bedford Hills, New York) war ein US-amerikanischer Pädagoge und Politiker (Republikanische Partei). Er war der letzte Bürgermeister der eigenständigen Stadt Brooklyn, Präsident der Columbia University, diplomatischer Vertreter der Vereinigten Staaten von Amerika und Bürgermeister von New York City.

## Frühes Leben
Low war Schüler an der damaligen Polytechnic Preparatory High School, der heutigen Poly Prep Country Day School, in Brooklyn und am Columbia College. Low, dessen Vater Abt Abiel Low einer der führenden Händler in China war, verbrachte mehrere Jahre in dem Familiengeschäft in den 1870er Jahren. Im Jahr 1880 heiratete er Anne Wroe Scollay Curtis. Er wurde 1881 Bürgermeister von Brooklyn; damit folgte er seinem Großvater, der ebenfalls Bürgermeister von Brooklyn gewesen war. Er regierte zwei Amtsperioden bis 1885, doch seine Unterstützung von Grover Cleveland 1884 verärgerte die Bevölkerung, weshalb er nicht mehr für eine dritte Amtszeit wiedergewählt wurde.

## Präsident an der Columbia University
Nach seiner Zeit als Bürgermeister von Brooklyn übernahm Low 1890 die Präsidentschaft des Columbia College, die er bis 1901 innehatte. Während dieser Zeit leitete er den Umzug der Einrichtung von Midtown Manhattan auf Morningside Heights und änderte ihren Namen in „Columbia University“. Der neue Campus war voll in die Stadt integriert. Low gab 1895 eine Million Dollar für eine Bibliothek aus, die auf dem neuen Campus der Columbia University gebaut wurde. Er widmete sie seinem Vater, von dessen Erbe sie gebaut wurde und 1897 eröffnet werden konnte.
Am 4. Juli 1899 war er einer der amerikanischen Delegierten zur Teilnahme an der internationalen Friedenskonferenz in Den Haag.

## Bürgermeister von New York City
Low kandidierte als Präsident der Universität für das Bürgermeisteramt der neu konsolidierten City of New York. Während seiner Wahlkampfkampagne hatte er die Unterstützung des Humoristen Mark Twain. Mit Unterstützung sowohl seiner eigenen als auch der Demokratischen Partei gewann er die Bürgermeisterwahl. Einige seiner Erfolge sind die Verbesserung des Bildungssystems der Stadt und die Senkung der Steuern. Trotz dieser scheinbar beeindruckenden Leistungen war er nur für ein Jahr Bürgermeister und wurde 1903 von George B. McClellan Jr., dem Sohn von Bürgerkriegsgeneral McClellan, abgelöst.

## Späteres Leben
Er war Vorsitzender des Tuskegee Institute in Alabama von 1907 bis zu seinem Tod 1916. Ab 1907 war er auch Vorsitzender der National Civic Federation. Am 17. September 1916 starb Low in seinem Haus in Bedford Hills.